# Luana Silva Braucks Calazans
Luana Silva Braucks Calazans (1989) es una bióloga, taxónoma, botánica, geobotánica, curadora, palinóloga, y profesora brasileña.

## Biografía
Tiene una licenciatura en ciencias biológicas por la Universidad Federal de Río de Janeiro-UNIRIO (2011), un MA en Biodiversidad y Biología Evolutiva, defendiendo la tesis "Filogeografia e variabilidade morfológica de Philodendron corcovadense Kunth (Araceae): impactos na conservação da espécie", supervisada por la Dra. Cássia Mônica Sakuragui (1965); y, en 2015, está cursando un doctorando en ciencias biológicas (botánica) por el Museo Nacional / Universidad Federal de Río de Janeiro.
Tiene experiencia en botánica, con énfasis en la taxonomía, morfología, filogenia y fitogeografía, trabajando en proyectos destinados a la sistemática y conservación de Araceae en el Neotrópico, especialmente en Brasil.
Realiza actividad científica, y académica en:
- Desde 2013: Instituto de Pesquisa Jardim Botânico do Rio de Janeiro[4]
- profesora Departamento de Ciencias Ambientales, del Instituto de Tres Ríos, de la Universidad Federal de Río de Janeiro

## Algunas publicaciones
- CALAZANS, L. S. B.; ANTAS, N. G.; SAKURAGUI, C. M. 2015. Philodendron luisae (Araceae), a new species from Rio de Janeiro State, Brazil (enlace roto disponible en Internet Archive; véase el historial, la primera versión y la última).. Botanical Studies 56: 1-6

- OLIVEIRA, L. L.; CALAZANS, L. S. B.; MORAIS, E. B.; MAYO, S. J.; SCHRAGO, C. G.; SAKURAGUI, C. M. 2014. Floral Evolution of Philodendron Subgenus Meconostigma (Araceae). Plos One 9: e89701 resumen en línea

- CALAZANS, L. S. B.; SAKURAGUI, C. M.; MAYO, S. J. 2014. From open areas to forests? The evolutionary history of Philodendron subgenus Meconostigma (Araceae) using morphological data (enlace roto disponible en Internet Archive; véase el historial, la primera versión y la última).. Flora (Jena) 209: 117-121

- CALAZANS, L. S. B.; SAKURAGUI, C. M. 2013. A new species of Philodendron (Araceae) and a key to Brazilian Atlantic Forest species of P. subgenus Pteromischum. Phytotaxa (En línea) 94: 49

- SAKURAGUI, C. M.; CALAZANS, L. S. B.; MORAIS, E. B.; COELHO, M. A. N.; PELLEGRINI, M. O. O. 2012. Diversity and conservation of Philodendron Schott (Araceae) in Atlantic Forest of Rio de Janeiro State, Brazil. Feddes Repertorium 122: 472-496

- CALAZANS, L. S. B.; MORAIS, E. B.; SAKURAGUI, C. M. 2012. Philodendron williamsii Hook.f. (Araceae), an endemic and vulnerable species of southern Bahia, Brazil used for local population. Journal of Threatened Taxa 4: 3390-3394

### Capítulos de libros
- SAKURAGUI, C. M.; CALAZANS, L. S. B.; STEFANO, M. V.; VALENTE, A. S. M.; MAURENZA, D.; KUTSCHENKO, D. C.; PRIETO, P. V.; PENEDO, T. S. A. 2013. Meliaceae. In: Gustavo Martinelli; Miguel Ávila Moraes (orgs.) Livro Vermelho da Flora do Brasil. Río de Janeiro: Andrea Jakobsson, p. 697-701

- SAKURAGUI, C. M.; STEFANO, M. V.; CALAZANS, L. S. B. 2010. Meliaceae. In: Rafaella Compostrini Forzza et al (orgs.) Catálogo de Plantas e Fungos do Brasil. Río de Janeiro: Andrea Jakobsson, v. 2, p. 1278-1281

### En Congresos
- SAKURAGUI, C. M.; CALAZANS, L. S. B.; MAYO, S. J. 2013. Evolution of Philodendron subg. Meconostigma: from open areas to forests?. In: Monocots V, New York. Monocots V Abstract Book

- PICANCO-LEITE, W.; CALAZANS, L. S. B.; SAKURAGUI, C. M.; MENDONCA, C. B. F.; ESTEVES, V. G. 2013. Considerações palinológicas nos subgêneros de Philodendron Schott. In: XIV Simpósio Brasileiro de Paleobotânica e Palinologia/ 5.º Encontró Latinoamericano de Fitólitos

En Anais 63.º Congresso Nacional de Botânica, Joinville, 2012
- CALAZANS, L. S. B.; SAKURAGUI, C. M.; SILVA, D. F. Filogenia morfológica de Philodendron subgênero Meconostigma Schott (Araceae)
- VALADARES, R. T.; CALAZANS, L. S. B.; SAKURAGUI, C. M. O gênero Philodendron Schott (Araceae) na Mata Atlântica do sudeste brasileiro: uma abordagem conservacionista

- CALAZANS, L. S. B.; MORAIS, E. B.; BASTOS, F.; SAKURAGUI, C. M. 2011. Morfologia do gineceu de espécies de Philodendron Schott subgênero Meconostigma e suas implicações taxonômicas. In: 62.º Congresso Nacional de Botânica, Fortaleza
- CALAZANS, L. S. B.; MORAIS, E. B.; BASTOS, F.; SAKURAGUI, C. M. 2011. Morfologia do gineceu de espécies de Philodendron Schott subgênero Meconostigma e suas implicações taxonômicas. In: Resumos XXXIII Jornada Júlio Massarani de Iniciação Científica, Artística e Cultural, Río de Janeiro

En Anais 61.º Congresso Nacional de Botânica, Manaus, 2010
- CALAZANS, L. S. B.; SAKURAGUI, C. M. Guarea F.Allam. ex L. (Meliaceae: Melioideae) do Brasil
- STEFANO, M. V.; CALAZANS, L. S. B.; SAKURAGUI, C. M. A família Meliaceae no Rio de Janeiro

- CALAZANS, L. S. B.; SAKURAGUI, C. M. 2010. Guarea F.Allam. ex L. (Meliaceae: Melioideae) do Brasil. In: Livro de Resumos da XXXII Jornada Giulio Massarani de Iniciação Científica, Artística e Cultural, Río de Janeiro, p. 97

- PELLEGRINI, M. O. O.; REZNIK, G.; CALAZANS, L. S. B.; SARAIVA, D. P.; SUIZANI, C. V.; FIGUEIRA, M. R.; SAKURAGUI, C. M.; LOPES, R. C. 2010. Modelos didáticos no ensino de Botânica. In: CD de Resumos XXIX Jornada Fluminense de Botânica, Paty do Alférez

- KETZER, L. A.; ARRUDA, A. P.; DYSARZ, F. P.; CALAZANS, L. S. B.; de MEIS, L. 2008. THERMOGENIC ACTIVITY OF SARCOPLASMIC RETICULUM Ca2+-ATPASE IN RAT AND RABBIT SKELETAL MUSCLES. In: XXXVII Annual Meeting of the Brazilian Biochemistry and Molecular Biology Society (SBBq) and XI Congress of the Pan-American Association for Biochemistry and Molecular Biology (PABMB), Águas de Lindóia

- CALAZANS, L. S. B.; KETZER, L. A.; da SILVA, N. A. V.; da SILVA, W. S.; FOGUEL, D.; NETO, M. A. S.; de MEIS, L. 2008. Ensinando Ciência para jovens de baixa renda e professores de escola pública. In: 5º Congresso de Extensão da UFRJ, Río de Janeiro

- KETZER, L. A.; ARRUDA, A. P.; DYSARZ, F. P.; CALAZANS, L. S. B.; de MEIS, L. 2007. Heat production by Ca2+ atpase in rat and rabbit skeletal muscle. In: XXXVI Annual Meeting of the Brazilian Society for Biochemistry and Molecular Biology (SBBq) and 10th International Union of Biochemistry and Molecular Biology (IUBMB) Conference, Salvador, BA

## Honores[4]

### Membresías
- Sociedad Botánica de Brasil[5]

### Premios
- 2013: diploma Dignidade Acadêmica Cum Laude, Universidade Federal do Rio de Janeiro
- 2008: mención honrosa por el trabajo "Ensinando Ciência para jovens de baixa renda e professores de escola pública", 5º Congresso de Extensão, Universidade Federal do Rio de Janeiro[6]

- Portal:Biografías. Contenido relacionado con Botánica.
- Portal:Biología. Contenido relacionado con Taxonomía.